# Барон Уолсингем

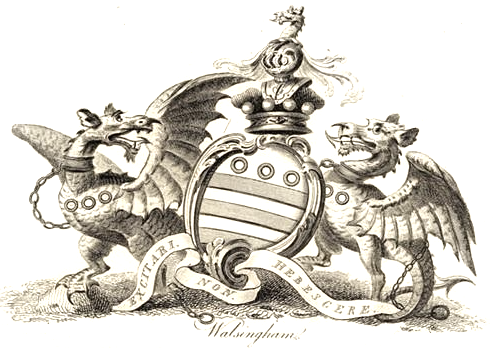
Герб баронов Уолсингем

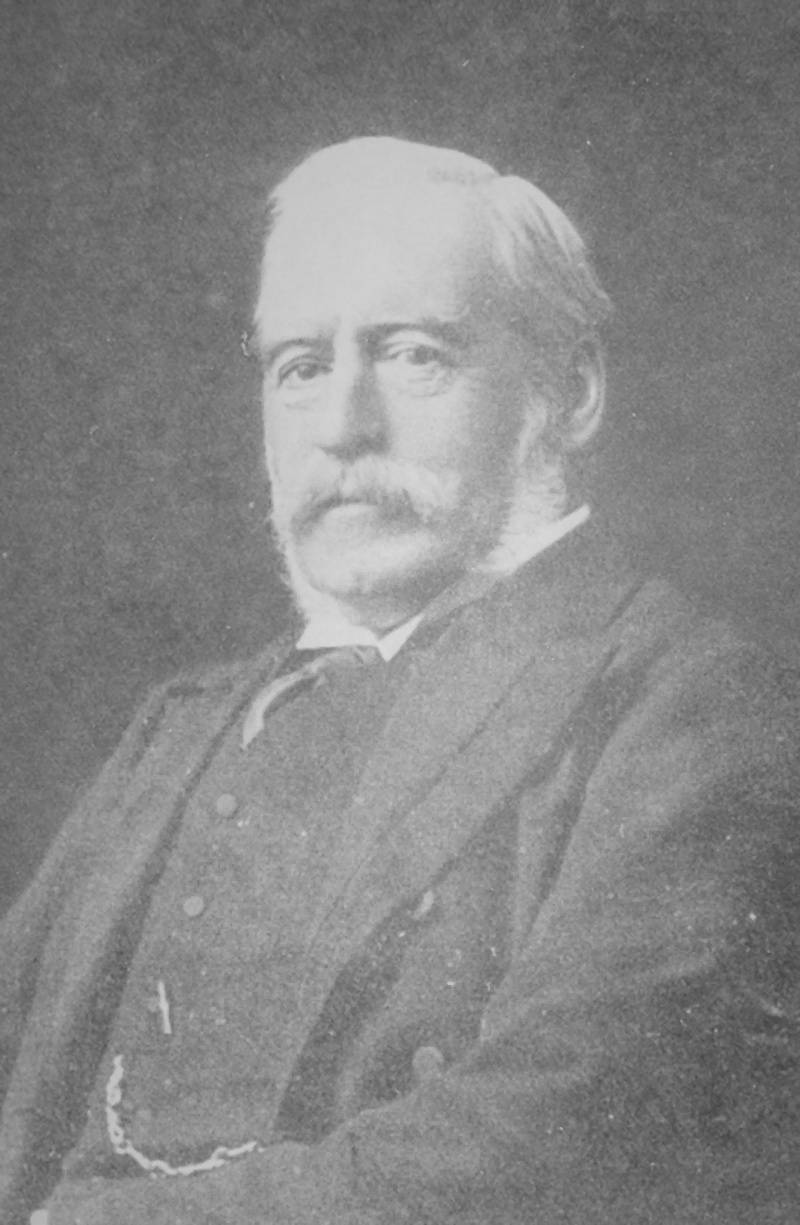
Томас де Грей, 6-й барон Уолсингем (1843—1919)

Барон Уолсингем из Уолсингема в графстве Норфолк — наследственный титул в системе Пэрства Великобритании.

## История
Титул барона Уолсингема был создан 17 октября 1780 года для сэра Уильяма де Грея (1719—1781). Он заседал в Палате общин от Ньюпорта (Корнуолла) (1761—1770) и Кембриджского университета (1770—1771), занимал должности генерального солиситора (1763—1766), генерального атторнея (1766—1771), главного судьи суда общегражданских исков (1771—1780). Его сын, Томас де Грей, 2-й барон Уолсингем (1748—1818), представлял в Палате общин от Уэйрема (1774), Тамуорта (1774—1780) и Лоствитила (1780—1781), а также занимал пост младшего генерального почтмейстера (1787—1794). Лорд Уолсингем также в течение многих лет был председателем комитетов в Палате лордов. Его старший сын, Джордж де Грей, 3-й барон Уолсингем (1776—1831), имел чин генерал-лейтенанта британской армии. Ему наследовал его младший брат, Томас де Грей, 4-й барон Уолсингем (1788—1839), который был архидиаконом Суррея. Его внук, Томас де Грей, 6-й барон Уолсингем (1843—1919), был консервативным депутатом Палаты общин от Западного Норфолка (1865—1870) и занимал пост лорда в ожидании (правительственного «кнута») во втором правительстве Бенджамина Дизраэли (1874—1875). После его смерти баронский титул унаследовал его сводный брат и барристер, Джон Огастес де Грей, 7-й барон Уолсингем (1849—1929).
В 1929 году ему наследовал его сын, подполковник Джордж де Грей, 8-й барон Уолсингем (1884—1965). Его единственный сын, капитан Джон де Грей (род. 1925), в 1965 году стал преемником своего отца в качестве 9-го барона Уолсингема.

## Предки
- Уильям де Грей (ум. 1687), сын Джеймса де Грея (ум. 1665), член парламента от Тетфорда (1685)
- Томас де Грей (1680—1765), сын предыдущего, член парламента от Норфолка (1715—1727)
- Томас де Грей (1717—1781), сын предыдущего, член парламента от Норфолка (1764—1774)

## Бароны Уолсингем (1780)
- 1780—1781: Уильям де Грей, 1-й барон Уолсингем (17 июля 1719 — 9 мая 1781), третий сын Томаса де Грея (1680—1765)[1];
- 1781—1818: Томас де Грей, 2-й барон Уолсингем (14 июля 1748 — 16 января 1818), единственный сын предыдущего[2];
- 1818—1831: Генерал-лейтенант Джордж де Грей, 3-й барон Уолсингем (11 июня 1776 — 26 апреля 1831), старший сын предыдущего[3];
- 1831—1839: Томас де Грей, 4-й барон Уолсингем (10 апреля 1778 — 8 сентября 1839), второй сын 2-го барона, младший брат предыдущего[4];
- 1839—1870: Томас де Грей, 5-й барон Уолсингем (6 июля 1804 — 31 декабря 1870), старший сын предыдущего[5];
- 1870—1919: Томас де Грей, 6-й барон Уолсингем (29 июля 1843 — 3 декабря 1919), единственный сын предыдущего от первого брака[6];
- 1919—1929: Джон Огастес де Грей, 7-й барон Уолсингем (21 марта 1849 — 21 марта 1929), старший сын 5-го барона от второго брака, сводный брат предыдущего[7];
- 1929—1965: Подполковник Джордж де Грей, 8-й барон Уолсингем (9 мая 1884 — 29 ноября 1965), старший сын предыдущего[8];
- 1965 — настоящее время: Подполковник Джон де Грей, 9-й барон Уолсингем (род. 21 февраля 1925), единственный сын предыдущего[9];
  - Наследник титула: достопочтенный Роберт де Грей (род. 21 июня 1969), единственный сын предыдущего[10];
  - Наследник наследника: Томас де Грей (род. 23 января 1997), единственный сын предыдущего[11].